# 장손무기

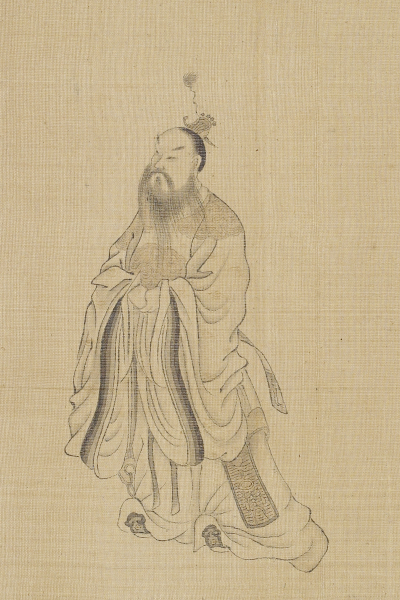
장손무기

장손무기(長孫無忌, 594년 ~ 659년)는 중국 당나라의 명재상이며, 자는 보기(輔機)이다. 하남성 낙양 사람으로 과거 북조의 북위의 황족 탁발씨의 후손으로서 수나라의 우효위장군 장손성의 아들이며 당 태종 이세민의 황후인 장손황후의 오빠, 즉 이세민의 처남이다.

## 생애
장손무기는 여동생이 이세민과 혼인을 하여 문덕황후가 되면서 당 황실의 외척이 되었다. 617년, 수나라에 대한 반란이 터지자, 태원 유수 이연의 휘하에 들어가 참모가 되었는데 이연은 그를 매우 아꼈다. 그리고 이세민의 옆에서 항상 그를 도왔다. 당나라가 건국된 뒤에 개국공신이 되어 제국공과 조국공의 벼슬을 받았다.
626년에 현무문의 변이 일어나자 장손무기는 이세민을 따르는 무리들과 함께 이 정변에 적극 참여하였고 그 후 매제 이세민이 황제에 오르자 상서복야, 상서령과 사공 등을 역임하였고 곧 사도에도 오르는 등 계속 승승장구하였다. 637년에는 방현령과 함께 《정관율령》을 편찬하기도 했다. 636년에는 여동생인 장손황후가 병으로 사망하였는데 죽기 전에 그녀는 이세민에게 오빠인 장손무기를 중용하지 말라고 부탁하였으나 이세민은 이를 무시하고 그를 아끼고 중용했다.
642년에는 명재상 위징에 이어 승상 겸 태위가 되었고 이후, 이세민을 따라 고구려 원정에 나서기도 했다. 644년에는 능연각에 24명의 공신들 중에서 자신의 화상이 제일 먼저 걸렸다.
651년에는 당시 황제이자 자신의 조카 고종 이치의 명을 받들어 《율소》30권을 편찬하기도 했다.
655년에 이치가 무씨를 황후로 맞아들이자 이를 반대하였으나 작위를 박탈당하고 귀주로 유배보내졌다. 659년에 무씨의 강요로 유배지 귀주에서 자결하였다.

## 장손무기가 등장하는 작품
- 《삼국기》(KBS, 1992년~1993년, 배우 : 방일수, 김해권)
- 《연개소문》(SBS, 2006년~2007년, 배우 : 장항선)
- 《대조영》(KBS, 2006년~2007년, 배우 : 안대용)
- 《무미랑전기》(중화TV, 2016년, 배우 : 왕회춘)